# Ptychoptera matongoensis
Ptychoptera matongoensis är en tvåvingeart som beskrevs av Alexander 1958. Ptychoptera matongoensis ingår i släktet Ptychoptera och familjen glansmyggor.
Artens utbredningsområde är Tanzania. Inga underarter finns listade i Catalogue of Life.